# (Pronounced 'Lĕh-'nérd 'Skin-'nérd)
(Pronounced 'Lĕh-'nérd 'Skin-'nérd) — перший студійний альбом американської групи Lynyrd Skynyrd, який вийшов 13 серпня 1973 року.

## Список композицій
| Перша сторона | Перша сторона       | Перша сторона                 | Перша сторона |
| #             | Назва               | Автор                         | Тривалість    |
| ------------- | ------------------- | ----------------------------- | ------------- |
| 1.            | «I Ain't the One»   | Россінгтон, Ван Зант          | 3:53          |
| 2.            | «Tuesday's Gone»    | Коллінз, Россінгтон, Ван Зант | 7:32          |
| 3.            | «Gimme Three Steps» | Коллінз, Ван Зант             | 4:30          |
| 4.            | «Simple Man»        | Россінгтон, Ван Зант          | 5:57          |

| Друга сторона | Друга сторона     | Друга сторона          | Друга сторона |
| #             | Назва             | Автор                  | Тривалість    |
| ------------- | ----------------- | ---------------------- | ------------- |
| 1.            | «Things Goin' On» | Россінгтон, Ван Зант   | 5:00          |
| 2.            | «Mississippi Kid» | Купер, Ван Зант, Бернс | 3:56          |
| 3.            | «Poison Whiskey»  | Кінг, Ван Зант         | 3:13          |
| 4.            | «Free Bird»       | Коллінз, Ван Зант      | 9:09          |

| Бонус-треки CD перевидання 2001 року | Бонус-треки CD перевидання 2001 року | Бонус-треки CD перевидання 2001 року | Бонус-треки CD перевидання 2001 року |
| #                                    | Назва                                | Автор                                | Тривалість                           |
| ------------------------------------ | ------------------------------------ | ------------------------------------ | ------------------------------------ |
| 1.                                   | «Mr. Banker» (Demo)                  | Кінг, Россінгтон, Ван Зант           | 5:23                                 |
| 2.                                   | «Down South Jukin» (Demo)            | Россінгтон, Ван Зант                 | 2:57                                 |
| 3.                                   | «Tuesday's Gone» (Demo)              | Коллінз, Россінгтон, Ван Зант        | 7:56                                 |
| 4.                                   | «Gimme Three Steps» (Demo)           | Коллінз, Ван Зант                    | 5:20                                 |
| 5.                                   | «Free Bird» (Demo)                   | Коллінз, Ван Зант                    | 11:09                                |